# ついてないときのうた
『ついてないときのうた』は、日本の楽曲。作詞：山中恒、作曲：佐藤勝、歌：中山千夏とデューク・エイセス。

## 概要
1969年2月 - 3月、NHKの『みんなのうた』で紹介。抜き打ちテストをやらされ、いつもの「あの子」には知らん顔され、ケンカに負けと、不運続きの少年の気持ちを歌った歌。各番とも後半はゴーゴーにテンポが変わると、「気にすんな」と一転元気を出す内容へ変わる。
中山千夏は、1967年12月 - 1968年1月紹介の『もえあがれ雪たち』に続く『みんなのうた』出演だが、本曲が現在のところ最後。映像は『ほのぼの君』で知られる漫画家・佃公彦製作のアニメで、佃はこの後『小犬のプルー』などの映像を手掛ける。
1997年9月1日にキューン・ソニーレコード（後のキューンミュージック）から発売されたCD「NHKみんなのうた さとうきび畑」に放送当時の音源で収録されていたものの、再放送はされてなかったが、「みんなのうた発掘プロジェクト」で音声が提供され、2016年2月 - 3月にラジオのみで47年ぶりの再放送となる。
なお2014年に入って、「みんなのうた発掘プロジェクト」により佃製作のアニメ映像が多数寄せられたため、佃製作アニメ映像が現存しない作品は本曲のみとなった。